# 946
Évszázadok: 9. század – 10. század – 11. század
Évtizedek: 890-es évek – 900-as évek – 910-es évek – 920-as évek – 930-as évek – 940-es évek – 950-es évek – 960-as évek – 970-es évek – 980-as évek – 990-es évek
Évek: 941 – 942 – 943 – 944 –  945 – 946 – 947 – 948 – 949 – 950 – 951

## Események

### Európa
- Az előző évben elűzött Hugó itáliai király kiegyezik Berengárral, visszatérhet Itáliába és névlegesen – fiával, II. Lothárral közösen – visszakaphatja koronáját.
- Ottó német király sereggel vonul a Nyugati Frank Királyság ellen, ahol Nagy Hugó herceg fogva tartja IV. Lajos királyt. Ottó és Edmund angol király nyomására Hugó szabadon engedi Lajost, de elveszi tőle egyetlen megmaradt birtokát, Laon városát. Ottó elfoglalja Reimset, ahol leváltja Vermandois-i Hugó érseket (Nagy Hugó hívét) és visszahelyezi a korábban éppen általa elűzött Artaldot. Ostromzár alá veszi Párizst, Semlist, Rouent és Laont, de serege nem elég erős a városok elfoglalására.
- A 25 éves Edmund angol király segítségére siet rablók által megtámadott udvarmesterének és a dulakodásban őt is megölik. Mivel fiai még kisgyerekek, a trónt öccse, Eadred örökli.
- Meghal II. Marinus pápa. Utódjául II. Agapetust választják, aki elődjéhez hasonlóan II. Alberic spoletói herceg, Róma akkori urának jelöltje.
- Meghal II. Guaimar salernói herceg. Utóda fia, I. Gisulf.
- A velenceiek feldúlják régi kereskedelmi riválisukat, Comacchio városát és elpusztítják flottáját.

### Abbászida Kalifátus
- Januárban a Bagdadot uraló bújida Muizz al-Daula lemondatja és megvakíttatja a megbízhatatlannak ítélt al-Musztakfí bábkalifát és al-Mutít nevezi ki helyette.
- A moszuli Hamdánidák vezetője, Nászir al-Daula blokád alá veszi Bagdadot, de a Bújidák legyőzik és vissza kell vonulnia. A két hadúr ezután kiegyezik egymással és Tikritnél meghúzzák befolyási zónáik határát.
- Meghal Muhammad ibn Tugdzs, Egyiptom ihsídida emírje. Utóda fia, Unúdzsúr.

### Észak-Afrika
- A Fátimida Kalifátusban a berber felkelés vezetője, Abu Jazíd segítséget kér III. Abd al-Rahmán córdobai kalifától, majd ostrom alá veszi Szúszát. Májusban meghal al-Káim fátimida kalifa és fia, al-Manszúr energikusan lép fel a lázadók ellen. Felmenti Szúszát, majd lakói segítségével visszafoglalja Kairuánt. Abu Jazíd a nyugati hegyek felé, a mai Kelet-Algériába vonul vissza, sarkában al-Manszúrral.

### Kelet-Ázsia
- Kitör a Kína és Észak-Korea határán fekvő Pektu-vulkán. Az utóbbi ötezer év egyik legerőteljesebb vulkánkitörése hamuval szórja tele Mandzsúriát és Észak-Japánt és a következő évig lokális lehűlést okoz.
- Japánban 16 év uralkodás után a 25 éves Szuzaku császár lemond öccse, Murakami javára.

## Születések
- I. Henrik, burgundiai herceg
- Theodóra, Ióannész Tzimiszkész császár felesége

## Halálozások
- január 26. – Eadgyth, I. Ottó német-római császár felesége
- május 17. – al-Káim, fátimida kalifa
- május 26. – I. Edmund, angol király
- június 4. – II. Guaimar, salernói herceg
- július 24. – Muhammad ibn Tugdzs al-Ihsíd, egyiptomi emír
- augusztus 18. – Rilai Szent János, bolgár remete
- Muhammad ibn Jahja sz-Szúli, arab író, költő és történetíró
- II. Marinus, római pápa

## Fordítás
- Ez a szócikk részben vagy egészben  a(z)   946 című angol Wikipédia-szócikk ezen változatának fordításán alapul.  Az eredeti cikk szerkesztőit annak laptörténete sorolja fel. Ez a jelzés csupán a megfogalmazás eredetét és a szerzői jogokat jelzi, nem szolgál a cikkben szereplő információk forrásmegjelöléseként.